# Karangdiyeng
Karangdiyeng is een bestuurslaag in het regentschap Mojokerto van de provincie Oost-Java, Indonesië. Karangdiyeng telt 4051 inwoners (volkstelling 2010).